# X-Treme X-Men
X-Treme X-Men (literalment «hòmens-X extrems») fon una sèrie derivada dels X-Men publicada per Marvel Comics i creada pel guionista Chris Claremont i el dibuixant valencià Salvador Larroca, gràcies al qual l'acció dels primers números transcorre a València, on ixen la Guàrdia Civil, les Torres de Serrans, la Catedral de València i el Micalet. El nou títol nasqué com a desgreuge de l'editor en cap Joe Quesada a Claremont, barata deixar d'escriure les altres dos col·leccions principals, Uncanny X-Men i X-Men, per la qual cosa l'equip X-Treme estava compost per personatges que havien perdut protagonisme (Bèstia, Bishop, Gambit, Psylocke, Rogue, Storm i Thunderbird), enviats a una missió paral·lela: trobar el diari de la mutant Destiny, la qual era capaç de vore el futur.